# Abteikirche Oberaltaich

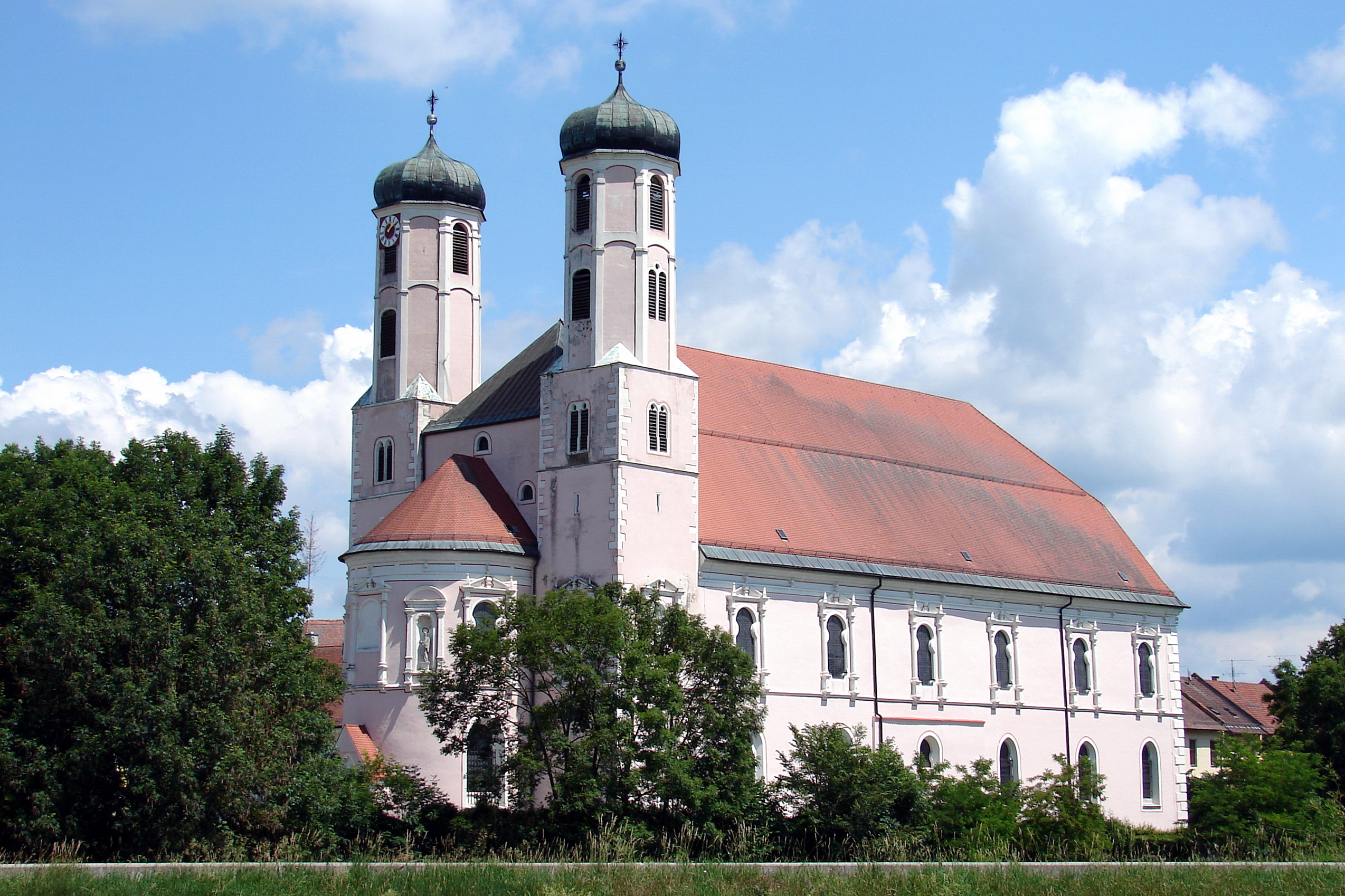
Abteikirche Oberaltaich

Die Abteikirche Oberaltaich ist die ehemalige Klosterkirche der Abtei Oberaltaich und (seit 1803) die römisch-katholische Pfarrkirche von Oberaltaich in Niederbayern. Sie untersteht dem Bistum Regensburg. Geweiht ist die Kirche den Heiligen Petrus und Paulus. Der Bau in seiner heutigen Form entstand während der ersten Hälfte des 17. Jahrhunderts als eine Hallenkirche mit Emporen. Das Bauwerk wurde im ersten Drittel des 18. Jahrhunderts einer vollständigen Barockisierung unterzogen.

## Geschichte

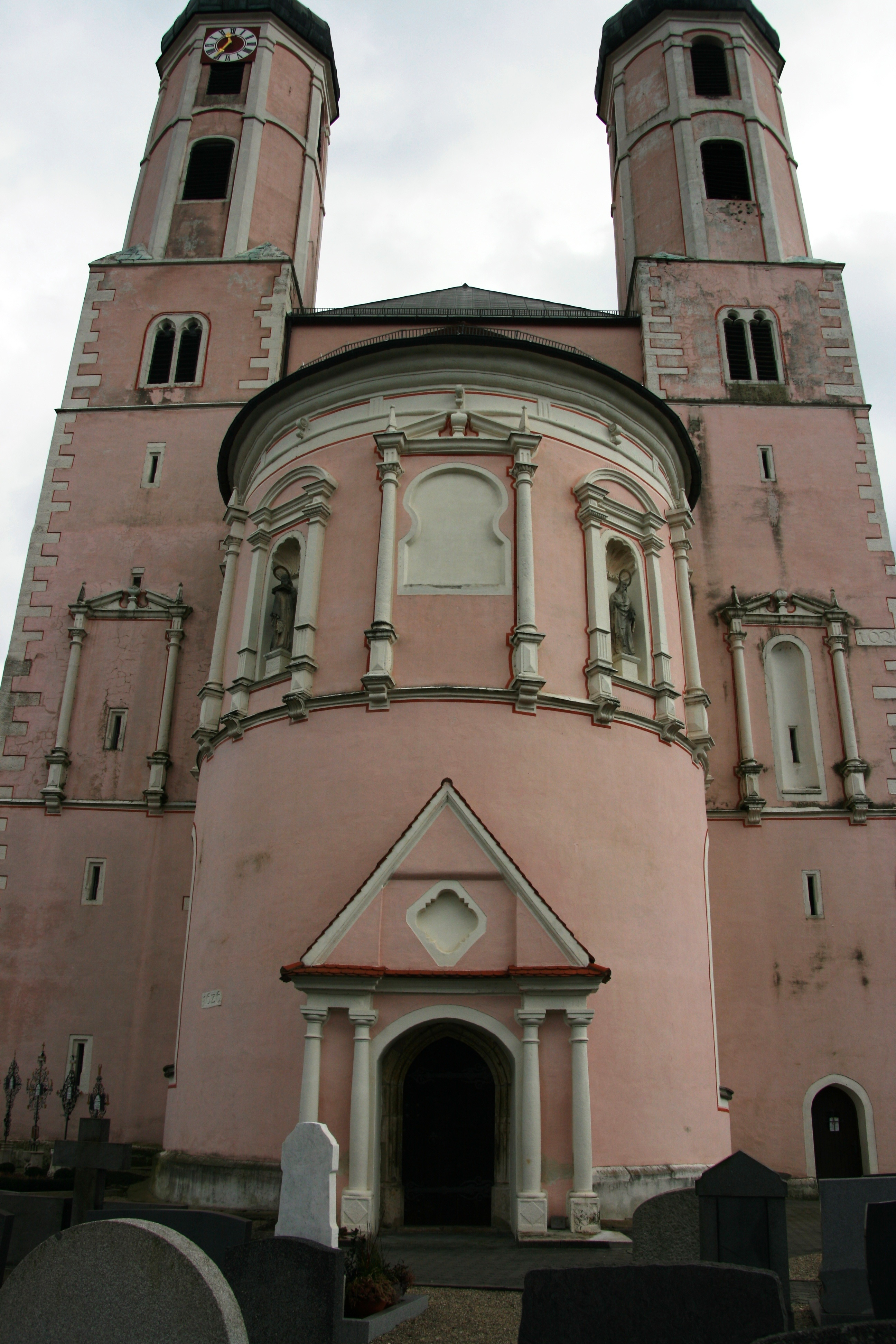
Apsis der Abteikirche

Der erste Kirchenbau der gegen 1102 gegründeten Abtei Oberaltaich war 1129 geweiht worden und stellte eine dreischiffige romanische Basilika ohne Querhaus dar, die in ihrem Innern flachgedeckt war. Während der Spätgotik wurde sie um eine westliche Doppelturmfassade erweitert, deren Nordturm 1424 begonnen, und deren Südturm ab 1475 errichtet, aber nicht mehr fertiggestellt wurde. Zur Zeit von Abt Johann Asperger (1438–1463) wurde die Kirche selbst umgestaltet.
Zu Beginn des Dreißigjährigen Kriegs wurde 1621 die mittelalterliche Klosterkirche abgebrochen und – unter Wiederverwendung der beiden Westtürme – von 1622 bis 1630 neuerrichtet. Dies erfolgte unter Abt Veit Höser, der auch für die Planung verantwortlich zeichnete, während die Bauleitung in den Händen des Graubündner Maurermeisters Ulrich Walchner lag. Die Weihe der Kirche 1630 erfolgte in Anwesenheit von Kaiser Ferdinand II. und Kurfürst Maximilian I. 1632 wurden Kirche und Kloster durch ein schwedisches Heer unter Führung des Bernhard von Weimar geplündert und verwüstet. Abt Dominicus Perger ließ ab 1726 zu der für 1731 angenommenen Millenniumsfeier der Klostergründung eine Neugestaltung des Kircheninnenraums vornehmen, bei der die bestehenden Stuckaturen entfernt und bis 1730 durch eine Neuausmalung des Malers Joseph Anton Merz ersetzt wurde.
Seit der Säkularisation der Abtei 1803 dient die Abteikirche als Pfarrkirche des Ortes. Im Zug der Adaptierungsarbeiten wurde die 1804 eingestürzte Südkapelle abgebrochen.

## Architektur

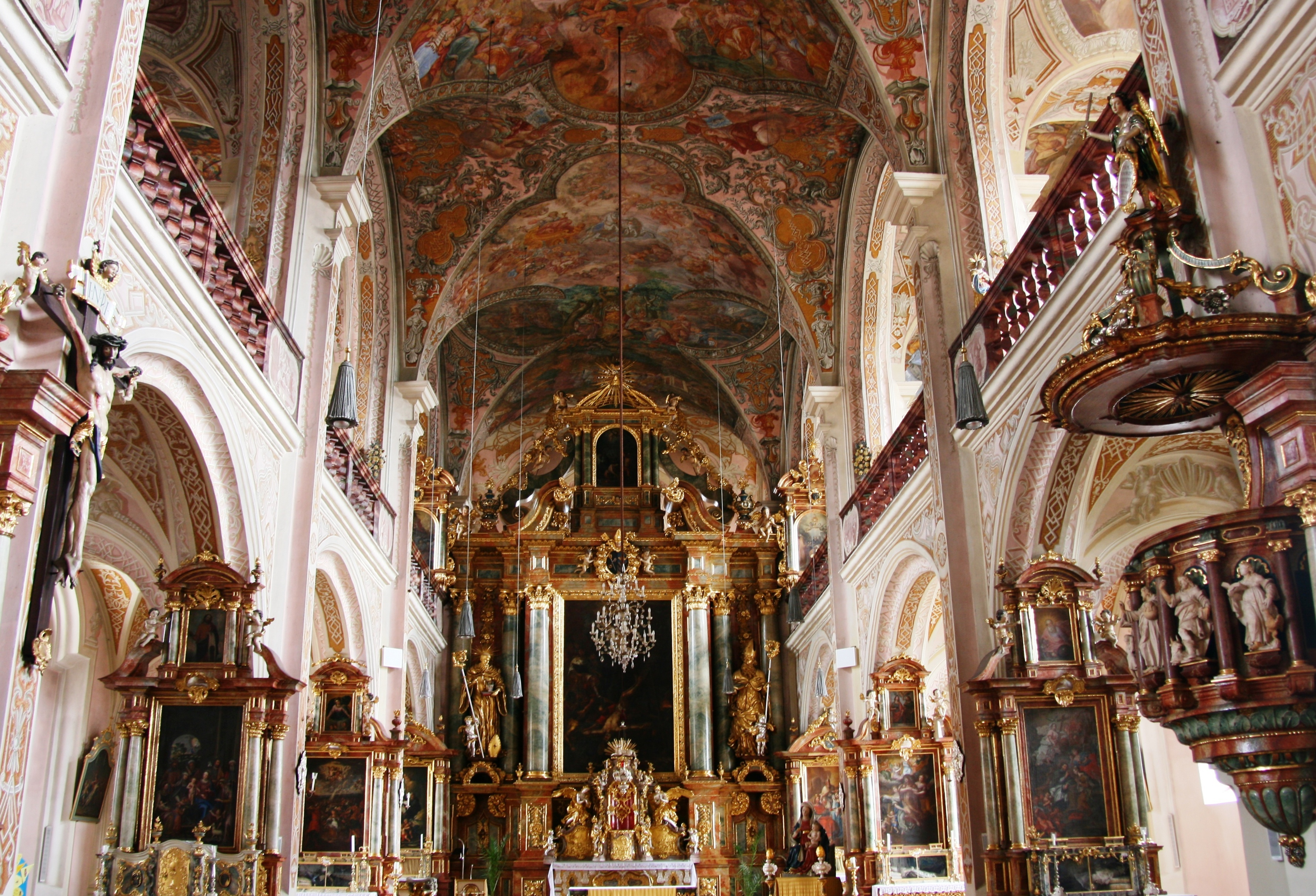
Innenansicht der Abteikirche

Die heutige barocke Kirchenanlage stellt eine dreischiffige Hallenkirche über fünfjochigem Grundriss dar, die allseitig von Emporen umschlossen wird: Auf der westlichen Eingangsseite spannt sich die Westempore zwischen den beiden Turmbauten, auf der Ostseite ist die Empore als Psallierchor der Mönche hinter dem Hochaltar durchgeführt. Die ungewöhnliche Raumform ohne Ausgrenzung eines eigentlichen Chorbaus wird noch dadurch artikuliert, dass dem Kirchenbau auf allen vier Seiten mittig jeweils ein zweigeschossiger Kapellenanbau über dreiviertelkreisförmigem Grundriss angefügt ist. Die in zwei Geschossen angelegten Fenster sind von Renaissance-Rahmen aus ungewöhnlich schlanken Säulen und Sprenggiebeln mit Obeliskenaufsätzen eingefasst, deren Vorbilder eher in der zeitgenössischen Profan- denn in der Sakralbaukunst zu suchen sind. Die Wölbung des Kirchenraums erfolgt durch ein ungegliedertes Kreuzgratgewölbe im Mittelschiff, Kreuzgratgewölben in den Seitenschiffen und Stichkappentonnen in den Emporen.

## Ausmalung

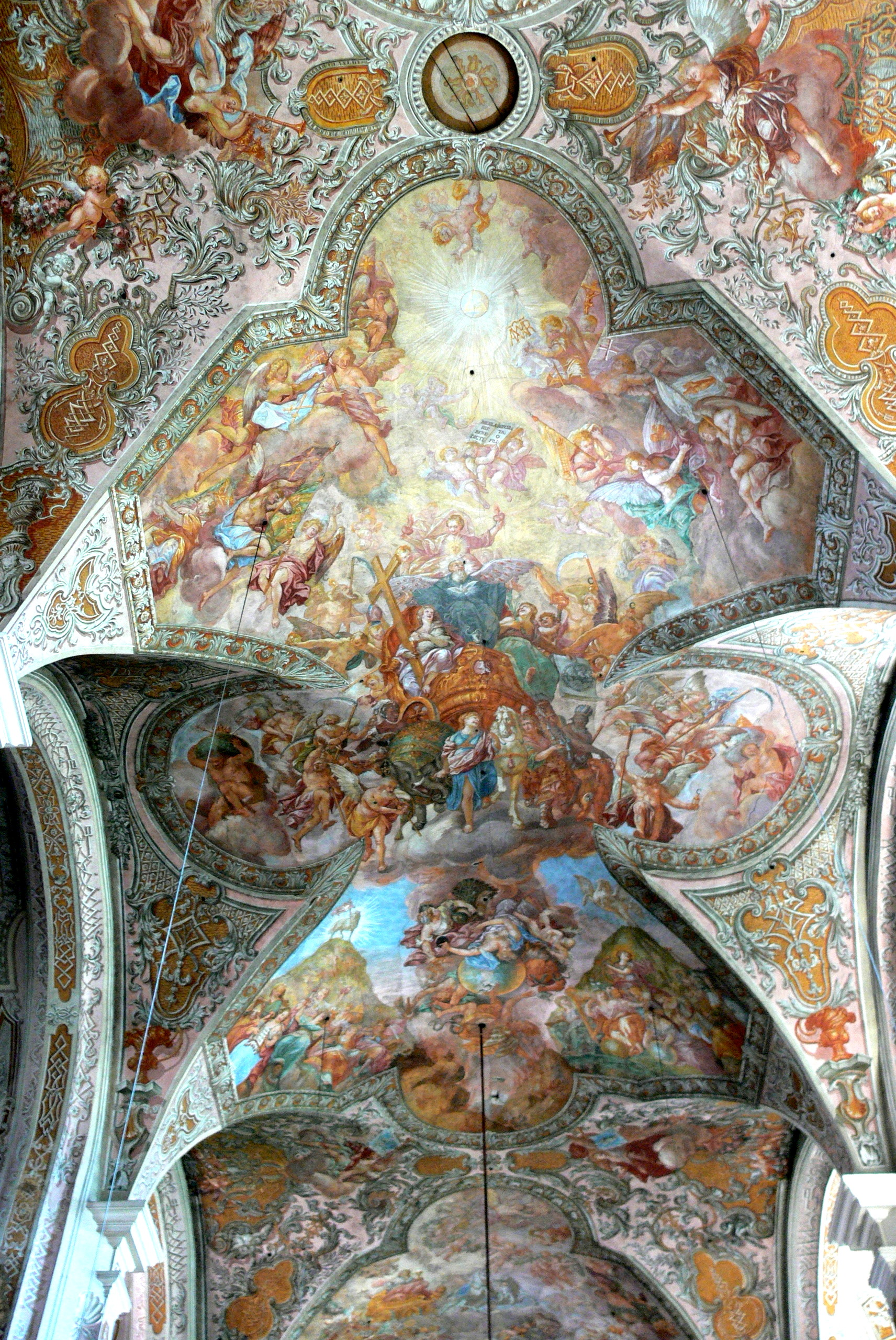
Fresken im Mittelschiff von Joseph Anton Merz

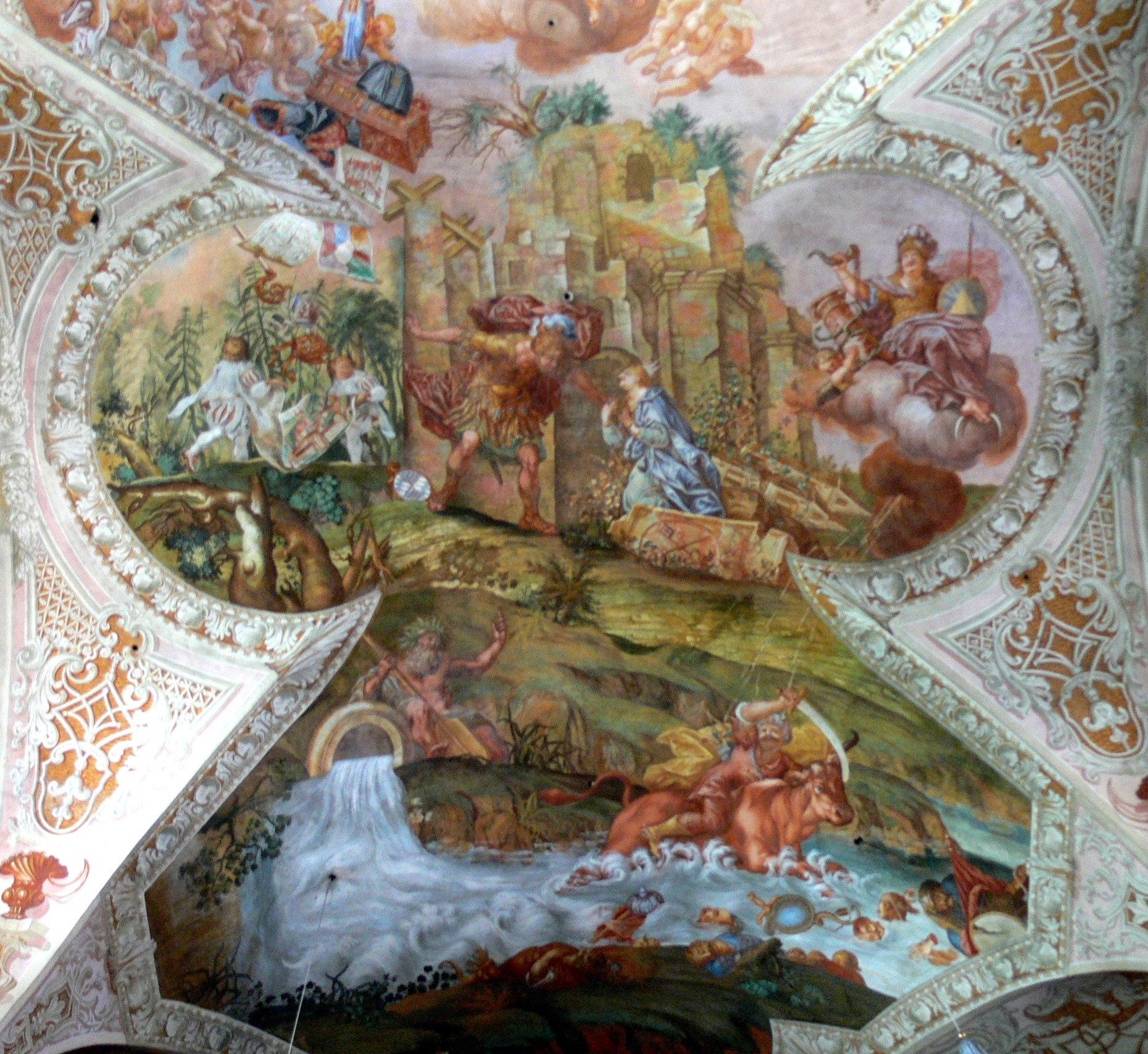
Neugründung der Abtei

Wie in der gleichzeitig entstandenen Ausmalung der Abteikirche Niederaltaich stellt der Freskenzyklus von Oberaltaich eine panegyrische Geschichte der Abtei Oberaltaich dar, im Einzelnen:
1. (im Osten): Die Verbrennung heidnischer Götzenbilder unter der heidnischen Göttereiche und die vermeintliche Klostergründung 731 durch Bischof Pirminius und Herzog Odilo;
2. (im Westen): Die angebliche Wiedergründung des in den Ungarnstürmen zerstörten Klosters 1102 durch die Grafen von Bogen;
3. (im Mittelfeld): Der Triumphzug des Benediktinerordens in allen vier Erdteilen.

Die Gewölbefresken der Seitenschiffe thematisieren den Sendungsauftrag des Ordens wie auch, in den Bildern der Krönung Kaiser Karls VI. und seines Nachfolgers, des Kurfürsten Karl Albrecht, das Verhältnis zwischen kirchlicher und weltlicher Macht. Die Gewölbefresken über den Emporen sind dem Thema der Gegenreformation gewidmet, mit deren Durchführung Kurfürst Maximilian Emmanuel die Abtei Oberaltaich auf dem Gewölbebild über der Orgelempore beauftragt.

## Ausstattung

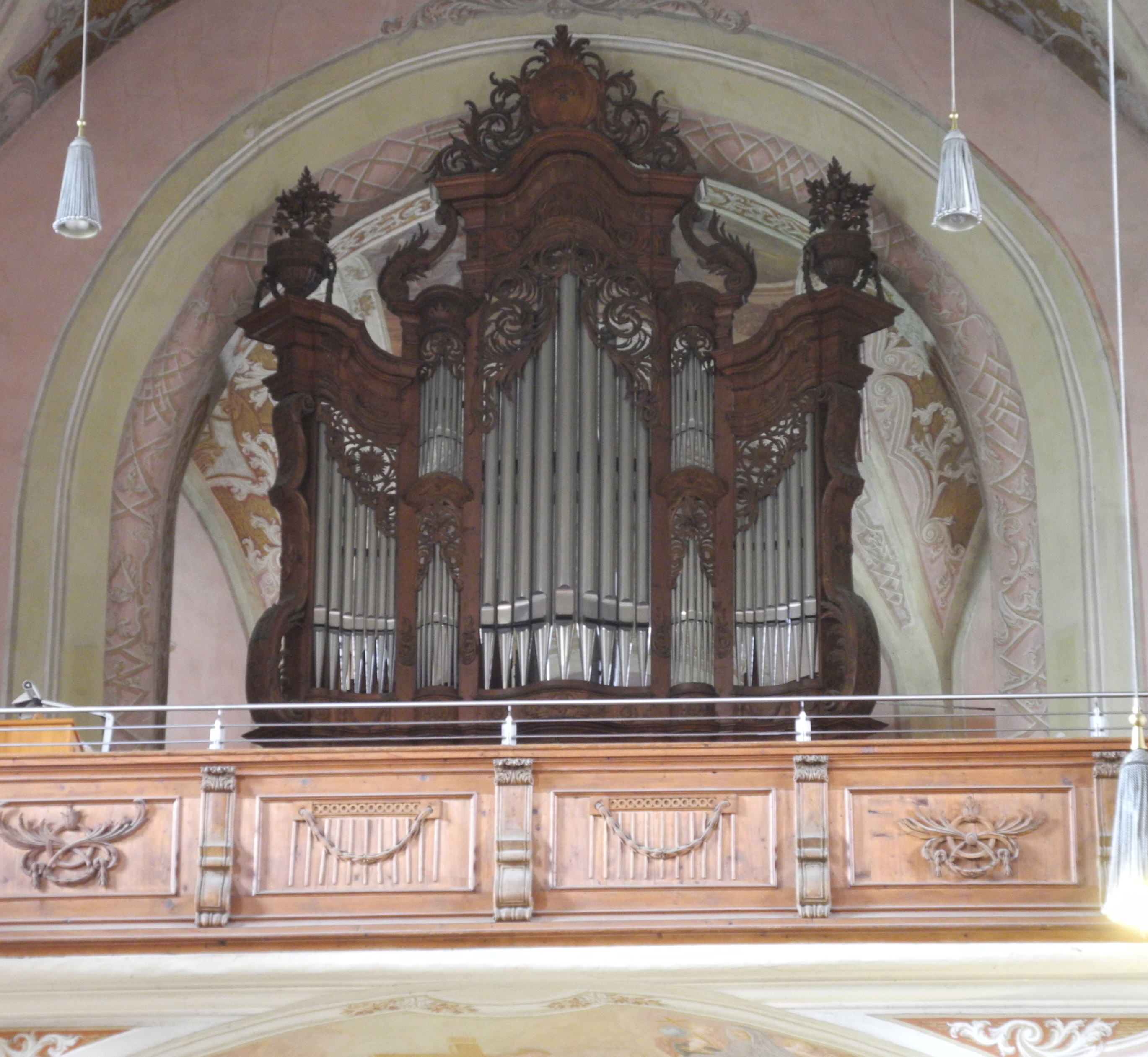
Orgelprospekt von 1801

Prinzipalstück der Kirchenausstattung ist der barocke Hochaltar von 1693 mit seinem sechssäuligen Aufbau, dessen Altarblatt mit der Kreuzigung des heiligen Petrus von Johann Georg Knappich durch einen Mechanismus an Festtagen zugunsten der um 1730 entstandenen bühnenartigen Inszenierung der Schlüsselübergabe an Petrus versenkt werden konnte.
In der Südwestecke der Kirche ist die Stiftertumba der Grafen Friedrich und Aswin von Bogen mit einer Rotmarmor-Deckplatte von 1418 aufgestellt, in der nördlichen Albertuskapelle das Hochgrab des seligen Albert mit einer Rotmarmor-Deckplatte von 1395.
Noch unmittelbar vor der Säkularisation erhielt die Abteikirche 1801 unter Abt Beda Aschenbrenner durch den Orgelbauer Andreas Weiß eine Orgel mit 21 Registern, verteilt auf zwei Manualen und Pedal. Im erhaltenen Prospekt von 1801 erfolgte 1911 ein Neubau durch Johannes Steinmeyer mit 32 Registern mit zwei Manualen und Pedal, der 1963 von Eduard Hirnschrodt auf 48 Register auf drei Manualen und Pedal erweitert wurde.